# Toregöl (Högsby socken, Småland, 633253-151109)
Toregöl är en sjö i Högsby kommun i Småland och ingår i Alsteråns huvudavrinningsområde.